# Троценко Андрій Володимирович
Андрій Володимирович Троценко (нар. 1 квітня 1975, Дніпропетровськ) — український політик. Голова Івано-Франківської обласної державної адміністрації з 2 березня до 9 вересня 2014 року.

## Біографія
Народився 1 квітня 1975 в Дніпропетровську.
В 1976 році переїхав в м. Надвірна Івано-Франківської області. Закінчив Надвірнянську ЗОШ-1 з відзнакою.
В 1997 — закінчив Чернівецький університет, економічний факультет, спеціальність «фінанси і кредит».
З 1998 року — працював бухгалтером на «Нафтохіміку Прикарпаття».
До 2003-го — обіймав посаду заступника начальника фінвідділу, був директором Торгового Дому «Нафтогазсервіс».
У 2003 р. розпочав бізнес — створив ТзОВ «Смарагд Прикарпаття» — успішне мильне виробництво з виготовлення господарського мила за модернізованою вітчизняною технологією: до 2006 року були головними постачальниками мила Укрпошті, Укрзалізниці та іншим комерційним і державним компаніям.
У 2004 з 60 працівниками отримали звання «Найкращий роботодавець року».
У 2008-му став помічником народного депутата Дмитра Шлемка. Тоді ж був призначений на посаду начальника Державного управління охорони навколишнього природного середовища в області.
До 2010 здобув в Івано-Франківському національному технічному університеті нафти і газу другу вищу освіту — інженер-еколог.
У 2010 році залишив посаду та повернувся директором на «Смарагд Прикарпаття».
Дотепер працював директором мильного виробництва.
З 2004 член ВО «Батьківщина».
Одружений, 4 дітей. Дружина — асистент на кафедрі англійської філології, кандидат наук.
Голова правління благодійної організації «Екологічний форум Прикарпаття».
Депутат Івано-Франківської обласної ради (Всеукраїнське об'єднання «Батьківщина»).